# 桃園市立平興國民中學
桃園市立平興國民中學（英文：Ping Hsing Junior High School），簡稱平興國中，位於臺灣桃園市平鎮區。

## 校園歷史

### 演變與發展
- 1992年：八月於平鎮國中成立桃園縣立平興國民中學籌備處，由首任校長余興全先生出任籌備主任。創校總務主任宋彥源先生，依整體規劃、分期執行的方式興建校舍。
- 1994年：成立桃園縣立平興國民中學，開始招收第一屆學生。
- 1997年：舉行校舍落成啟用典禮。
- 2003年：平興教學團隊以九年一貫課程教學創新在平興方案榮獲教育部第一屆教學卓越獎，為創校以來教師所獲最高榮耀。
- 2010年：發生校長與教師理念不合的紅布條事件。[1]
- 2013年：建置環南路上唯一大型公共藝術-大川堂雨遮。(由謝青晃建築師設計，聯誠營造公司工程)
- 2014年：12月25日，因應桃園縣升格改制為直轄市，更名為桃園市立平興國民中學。
- 2015年：延宕五年的PU跑道修繕工程完工。[2][3]
- 2016年：奉准增設數理資優班。[4]七月，游泳池硬體設備升級，改建為室內溫水游泳池。[5]
- 2020年：六月，因游泳池委外經營爭議，學生在畢業典禮上自主發起抗議活動，要求撤換校長。時任校長黃光雄於7月31日卸任。[6][7][8]

### 歷任校長
| 任期 | 姓名       | 到職日期  | 離職日期  | 異動原因                                                 |
| ---- | ---------- | --------- | --------- | -------------------------------------------------------- |
| 1    | 余興全先生 | 1992年8月 | 1998年7月 | 原桃園縣立龍岡國民中學校長轉任，屆齡退休。               |
| 2    | 賴錦祥先生 | 1998年8月 | 2004年2月 | 原桃園縣立建國國民中學校長轉任，任內退休。               |
| 代理 | 郭素女士   | 2004年2月 | 2004年8月 | 教務主任代理。                                           |
| 3    | 姜義祥先生 | 2004年8月 | 2006年7月 | 原桃園縣立慈文國民中學校長轉任，任內退休。               |
| 4    | 陳桂育女士 | 2006年8月 | 2010年2月 | 原桃園縣立自強國民中學校長轉任，屆齡退休。               |
| 代理 | 高鈺宸先生 | 2010年2月 | 2010年8月 | 桃園縣政府教育局督學代理。                               |
| 5    | 許文光先生 | 2010年8月 | 2015年2月 | 原桃園縣立平南國民中學校長轉任，任內退休。               |
| 代理 | 林世倡先生 | 2015年2月 | 2015年8月 | 教務主任代理。                                           |
| 6    | 黃光雄先生 | 2015年8月 | 2020年7月 | 原桃園市立內壢國民中學校長轉任，任內退休。               |
| 代理 | 王朝鍵先生 | 2020年8月 | 2021年7月 | 桃園市政府教育局候用校長代理，調升桃園市立中興國民中學。 |
| 7    | 侯坤鋐先生 | 2021年8月 | 現任      | 原桃園市立龍興國民中學校長轉任。                         |

## 學區
義民里、義興里、廣達里、廣仁里、高雙里、復旦里、復興里、廣興里、宋屋里、平興里、平鎮里（第8－17鄰）、雙連里（第43鄰）。

## 學校週邊
- 育達高中
- 復旦高中
- 復旦國小
- 義興國小
- 平興國小
- 文化國小
- 宋屋國小

## 外部連結
- 桃園市立平興國民中學 （页面存档备份，存于）